# KF Vllaznia II
El KF Vllaznia II es un equipo de fútbol de Albania que juega en la Kategoria e Dytë, la tercera división de fútbol en el país.

## Historia
Fue fundado en el año 1988 en la ciudad de Shkodër como el principal equipo filial de KS Vllaznia Shkodër, por lo que no es elegible para jugar en la Kategoria Superiore.
Es uno de los pocos equipos filiales de Albania que ha jugado en la Kategoria e Parë, donde en la temporada 2016/17 regresó a la segunda categoría luego de ganar la ronda de playoff de ascenso.